# Улкенсулуторський сільський округ
Улкенсулуто́рський сільський округ (каз. Үлкен сұлуторы ауылдық округі, рос. Улкенсулуторский сельский округ) — адміністративна одиниця у складі Кордайського району Жамбильської області Казахстану. Адміністративний центр та єдиний населений пункт — село Улкенсулутор.
Населення — 1226 осіб (2021; 1429 у 2009, 1777 у 1999, 2604 у 1989).
Станом на 1989 рік існувала Красногорська сільська рада (село Красногорка). 1997 року до складу Улкенсулуторського сільського округу був приєднаний Сулуторський сільський округ, однак 2004 року округ був відновлений.